# Weingut Reichsgraf von Kesselstatt

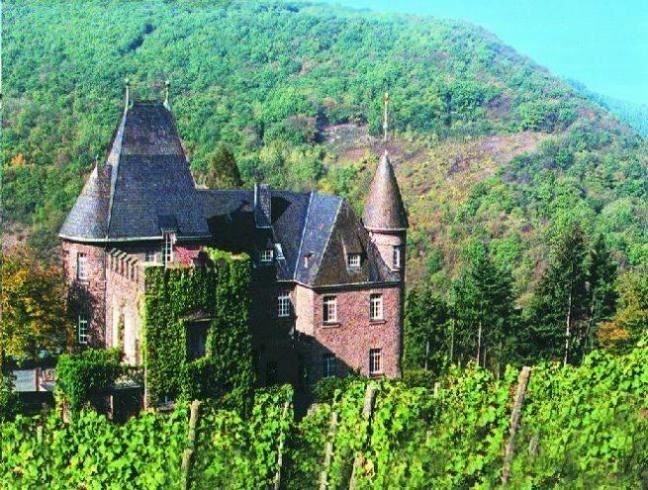
Schloss Marienlay, heutiger Sitz des Weingutes

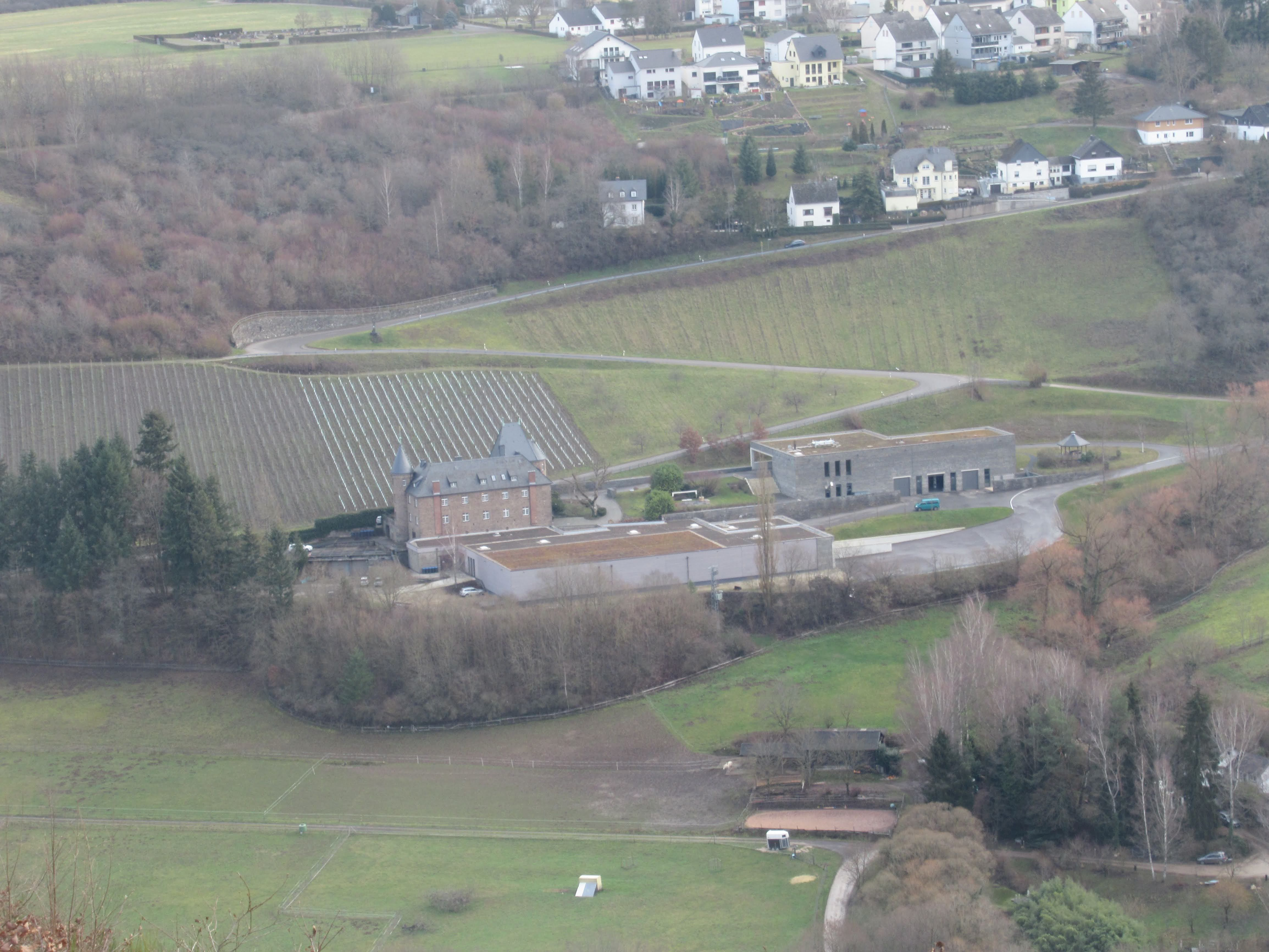
Schloss Marienlay, Rückansicht

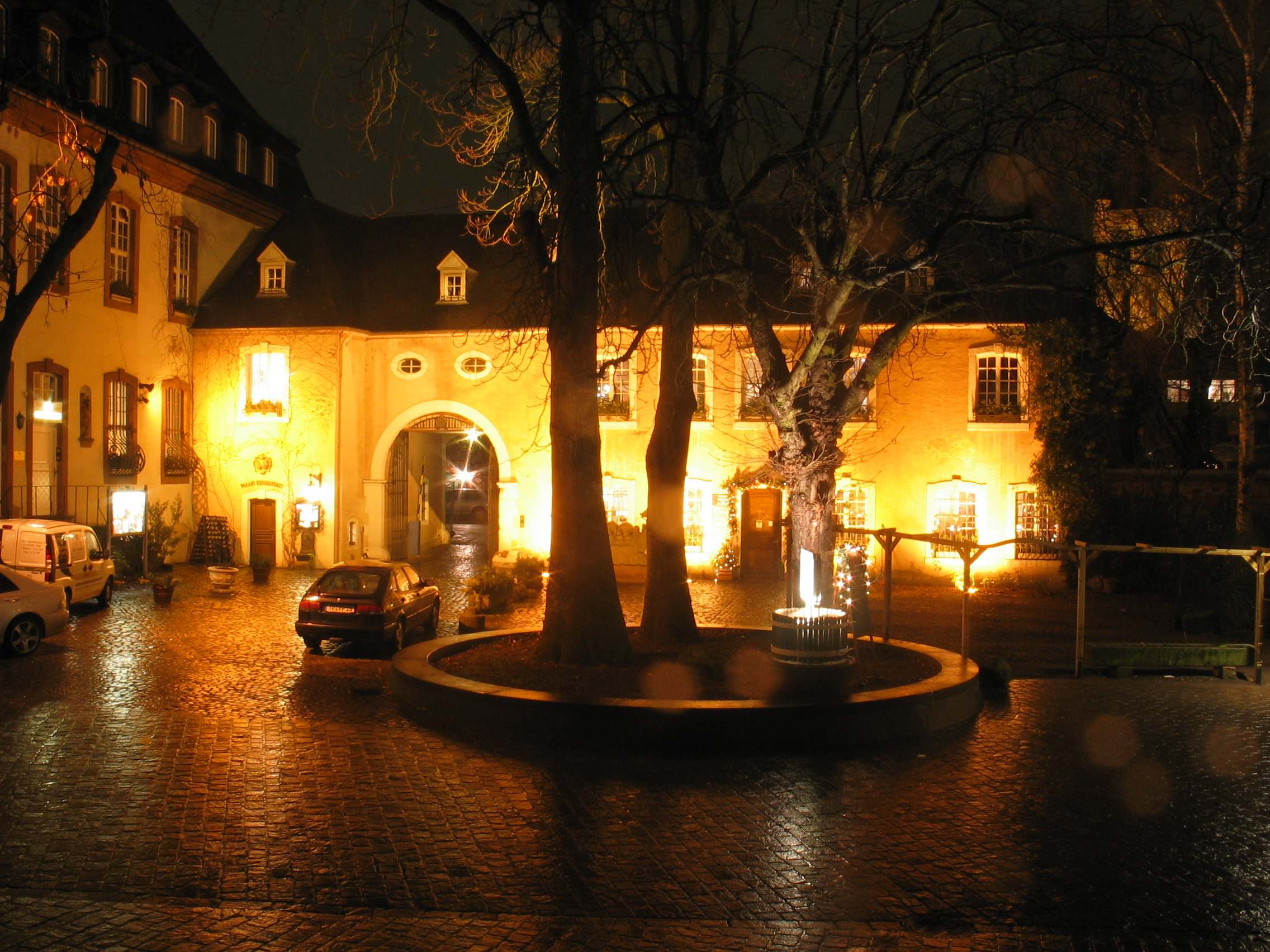
Palais Kesselstatt in Trier, ehemaliger Sitz des Weingutes

Das Weingut Reichsgraf von Kesselstatt ist ein ehemals den Grafen von Kesselstatt gehörendes Weingut im Anbaugebiet Mosel, welches sich heute im Mehrheitsbesitz (90 %) der Schloss Wachenheim AG befindet.

## Geschichte
Mit seiner über 675-jährigen Geschichte, 1349 erstmals urkundlich erwähnt, ist das Weingut Reichsgraf von Kesselstatt eines der traditionsreichsten Güter im Anbaugebiet Mosel-Saar-Ruwer. In den Jahren 1740 bis 1746 ließ die Familie von Kesselstatt durch den bekannten Barockbaumeister Johann Valentin Thoman gegenüber der Trierer Liebfrauenkirche ein stattliches Palais errichten. Dieses wurde im Zweiten Weltkrieg fast vollständig zerstört, aber nach alten Plänen wieder aufgebaut. Im Palais Kesselstatt befinden sich heute ein Restaurant und eine Weinstube.
1978 erwarb Günther Reh das Weingut Reichsgraf von Kesselstatt von der Gründerfamilie. 1983 übernahm seine Tochter Annegret Reh-Gartner die Leitung des Weinguts. Sie leitete es 33 Jahre lang. 2016 verstarb sie. Die Geschäftsführung obliegt seit Juli 2020 Karsten Weyand. Das Weingut wird heute als Beteiligung der mehrheitlich im Besitz der Familie Reh befindlichen Schloss Wachenheim AG geführt.
Das Weingut Reichsgraf von Kesselstatt hat seit 1999 seinen Sitz auf Schloss Marienlay in Morscheid im Ruwertal, wo sich auch die Kellerei befindet; Carl Reh hatte es im Jahre 1952 mit zugehörigem Grundbesitz (11,5 Hektar) erworben. Das neue Kellereigebäude verbindet Tradition und Innovation mit seiner Außenmauerverkleidung aus Grauwacke. Die Rebfläche erstreckt sich auf 46 Hektar an Steillagen von Mosel, Ruwer und Saar. Zu 95 % werden Rieslingweine angebaut. Die Lage „Josephshöfer“ ist eine Monopollage des Guts. Das Weingut ist seit 2005 Mitglied im Verband Deutscher Prädikatsweingüter (VDP).

## Lagen
Das Weingut verfügt über Weinberge an den Steillagen von Mosel, Saar und Ruwer.
- An der Mosel: Graacher Josephshöfer, Brauneberger Juffer-Sonnenuhr, Graacher Domprobst, Piesporter Domherr, Piesporter Goldtröpfchen, Wehlener Sonnenuhr
- An der Saar: Scharzhofberger, Ockfener Bockstein, Wiltinger Gottesfuß
- An der Ruwer: Kaseler Nieschen, Kaseler Kehrnagel